# Вохмина, Лилия Леонидовна
Лилия Леонидовна Вохмина (род. 1941) — советский и российский учёный, специалист в области лингводидактики, в том числе преподавания русского языка как иностранного, кандидат педагогических наук, профессор.

## Образование
В 1960 г. окончила филологический факультет Московского государственного университет им. М. В. Ломоносова. В 1964 г окончила факультет совершенствования дипломированных специалистов по иностранным языкам 1-го Московского Государственного педагогического института иностранных языков им. М. Тореза, в данном учебном заведении в 1978 г. также окончила аспирантуру.
В 1978 году защитила диссертацию на соискание учёной степени кандидата филологических наук по специальности 13.00.02: Теория и методика обучения и воспитания (по областям и уровням образования), тема: «Наглядно-ситуативное обучение устной речи на начальном этапе: русский язык как иностранный».

## Преподавательская работа в высшей школе
Работала в Университете дружбы народов им. П. Лумумбы, затем в Научно-методическом центре русского языка при МГУ им. М. В. Ломоносова, преобразованном в 1974 году в Государственный институт русского языка им. А. С. Пушкина.
В настоящее время — профессор кафедры методики преподавания русского языка как иностранного ГОС ИРЯ им. А. С. Пушкина.

## Научная деятельность
Профессор Л. Л. Вохмина — автор более 100 научных, научно- и учебно-методических работ (монографии, статей в ведущих отечественных и зарубежных научных журналах, учебников и учебных пособий) по русскому языку как иностранному, лингвистике и лингводидактике. Индекс Хирша — 7.
Участвовала в создании учебных комплексов для школ Монголии, США, Венгрии, созданных в 70-е годы совместными авторскими коллективами под руководством М. Н. Вятютнева, руководителя школьного сектора, существовавшего в первые годы работы Научно-методического центра русского языка при МГУ (преобразованного в 1974-м году в Институт русского языка им. А. С. Пушкина). Первое издание напечатано в 1971-м году.

## Избранные труды
Хочешь говорить — говори! 300 упражнений по обучению устной речи. — М. Русский язык, 1998.
The Russian Way: Aspects of Behavior, Attitudes, and Customs of the Russians. Изд-во «McGraw-Hill Education», США, 2002 г., в соавт.
Система упражнений по обучению устной иноязычной речи: теория и практика (на примере русского языка как иностранного". — С-Пб, 2020.
Аспектное обучение русского языка в иностранной аудитории. — М. Ай-Пи -Ар Медиа, 2021, в соавт.
Русский класс. Учебные комплексы для зарубежных школ (учебник, книга для учителя, звукозапись). Часть 1 и 2. Русский язык. Курсы. — М. 2012, в соавт.

## Награды
Благодарность Председателя Совета Федераций Федерального Собрания Российской Федерации;
Заслуженный профессор ГОС ИРЯ им. А. С. Пушкина.